# Benjamin Kiesewetter (Philosoph)
Benjamin Paul Kiesewetter (* 1979 in Berlin) ist ein deutscher Philosoph und Professor für Praktische Philosophie an der Universität Bielefeld. Für seine Arbeiten wurde ihm 2024 der Deutsche Preis für Philosophie verliehen.

## Arbeitsgebiete
Kiesewetters Forschungsschwerpunkte liegen in der Moralphilosophie, der Metaethik und der Rationalitätstheorie. Darüber hinaus forscht er auch zu Fragen der normativen und angewandten Ethik und zur politischen Philosophie, etwa zu Kinderrechten, Klimaethik, ethischem Pluralismus und Demokratietheorie.

## Leben
Benjamin Kiesewetter studierte Philosophie, Neuere deutsche Literatur und Kulturwissenschaft an der Humboldt-Universität zu Berlin und wurde dort 2014 mit einer Arbeit zur Normativität der Rationalität promoviert. Die Arbeit wurde 2017 bei Oxford University Press veröffentlicht und 2014 mit einem Humboldt-Preis (Nachwuchspreis der Humboldt-Universität) und 2018 mit dem Wolfgang-Stegmüller-Preis ausgezeichnet.
Als Jugendlicher war Benjamin Kiesewetter Aktivist in der von ihm mitbegründeten Kinderrechtsgruppe K.R.Ä.T.Z.Ä. Als 16-Jähriger klagte er vor dem Bundesverfassungsgericht wegen „Vorenthaltung des Wahlrechts“. Als 17-Jähriger machte er mit einem öffentlichen Boykott des Chemieunterrichts aus Protest gegen „Lernzwang“ und „überflüssige Lerninhalte“ auf sich aufmerksam. Er wurde deshalb von der Schule verwiesen, wogegen er erfolgreich klagte. In seinen philosophischen Arbeiten fordert Kiesewetter weiterhin die Abschaffung der Altersgrenze beim Wahlrecht.
Bevor er 2023 die Professur für Praktische Philosophie an der Universität Bielefeld antrat, war Kiesewetter in mehreren akademischen Positionen tätig, u. a. als Vertretungsprofessor an der Universität Hamburg und als Wissenschaftlicher Mitarbeiter an der Australian National University in Canberra, der Humboldt-Universität zu Berlin und der Technischen Universität Dresden. Forschungsaufenthalte führten ihn u. a. an die University of California, Berkeley, die Universidad Torcuato Di Tella in Buenos Aires und die University of Hawai’i.
2024 erhielt Benjamin Kiesewetter den Deutschen Preis für Philosophie für seine „herausragenden Arbeiten zur normativen Dimension der menschlichen Vernunft“. Für die Jury erfüllen diese Arbeiten „in glänzender Weise den Anspruch der Philosophie, durch gründliches Nachdenken und sorgfältige Argumentation belastbare Antworten auf Grundfragen zu finden“.